# 唐津市立納所小学校
唐津市立納所小学校（からつしりつ のうさしょうがっこう）は、佐賀県唐津市肥前町納所にあった公立の小学校。
唐津市肥前地区の小学校3校（納所・田野・入野）の統合により、唐津市立肥前小学校が新設されたため、2024年（令和6年）3月末をもって閉校した。

## 概要

### 歴史
1875年（明治8年）に「納所小学校」として創立。2020年（令和6年）に閉校し、創立148年の歴史に幕を下ろした。

### 校章
桜の花弁と結んで束にした稲穂の絵を背景にして、中央に校名の略称「納小」を置いている。

### 校歌
1940年（昭和15年）に制定。

## 沿革
- 1875年（明治8年）9月 - 「納所小学校」が創立[1]。
- 1881年（明治14年）9月 - 向島分教場（むくしま）を設置。
- 1883年（明治16年）2月 - 入野小学校、星賀小学校を統合し、それぞれ入野分校、星賀分校とする。
- 1886年（明治19年）- 小学校令の施行により、尋常科（4年制）を設置の上、「尋常納所小学校」に改称。
- 1889年（明治22年）- 町村制の施行により、入野村立の小学校となる。
- 1892年（明治25年）4月1日 - 入野分校と星賀分校が分離・統合の上「入野尋常小学校」として独立。
- 1907年（明治40年）4月 - 小学校令が改正され、義務教育年限（尋常科の修業年限）が4年から6年に延長される。尋常科5年を設置。
- 1908年（明治41年）4月 - 尋常科6年を設置。
- 1923年（大正12年）9月 - 高等科を併置の上、「納所尋常高等小学校」に改称。
- 1924年（大正13年）- 運動場を拡張。
- 1926年（大正15年）8月 - 新校舎（3教室）が完成。
- 1932年（昭和7年）8月 - 中央校舎（2教室・職員室）が完成。
- 1936年（昭和11年）3月 - 南校舎（5教室）が完成。
- 1938年（昭和13年）- 校旗を制定。
- 1940年（昭和15年）- 校歌を制定。
- 1941年（昭和16年）4月1日 - 国民学校令施行により、「入野村納所国民学校」に改称。尋常科を初等科に改める。
- 1947年（昭和22年）4月1日 - 学制改革（六・三制の実施）により、国民学校初等科が改組され、「入野村立納所小学校」に改称。
  - 国民学校高等科は青年学校と統合の上、新制中学校「入野村立入野中学校」に改組された。
  - 入野中学校の校舎は当初、旧国民学校高等科の教室を使用するということで、小学校3校（入野・納所・田野）に併設の形をとり、分散授業が行われた。
  - 向島分校が分離し、入野村立向島小学校[2]として独立。
- 1950年（昭和25年）- 中学校校舎が完成し、併設を解消。育友会が発足。
- 1958年（昭和33年）
  - 1月1日 - 入野村の町制施行で肥前町が発足。これにより「肥前町立納所小学校」に改称。
  - 9月 - 南校舎2教室を増築。
- 1963年（昭和38年）
  - 4月 - 講堂が完成。
  - 10月 - ミルク給食が開始。
- 1967年（昭和42年）2月 - 鉄筋コンクリート造新校舎（第一期工事）が完成。
- 1968年（昭和43年）1月 - 第二期工事が完了。
- 1969年（昭和44年）
  - 3月 - 埋立により運動場を拡張。
  - 6月 - 特殊学級を設置。
- 1979年（昭和54年）8月 - プールが完成。
- 1986年（昭和61年）2月 - 鉄筋コンクリート造新校舎が完成。
- 1989年（平成元年）2月 - 体育館が完成。
- 1996年（平成8年）- 運動場を拡張。
- 1998年（平成10年）9月 - 通学困難地域に指定されている菖津地区[3]より、児童送迎バスの運行を開始。
- 2005年（平成17年）1月1日 - 肥前町が唐津市に編入され、「唐津市立納所小学校」（現校名）に改称。
- 2006年（平成18年）4月 - 菖津地区からの児童送迎手段をバスからタクシーに変更。
- 2014年（平成26年）10月 - 校舎の耐震化を完了。
- 2024年（令和6年）
  - 3月22日 - 閉校式を挙行。
  - 3月31日 - 統合により閉校。新2～6年生は4月から唐津市立肥前小学校（旧・入野小校舎を継承）に通学することとなる。

## 通学区域
住所表記で唐津市肥前町の後に「納所、鶴牧（菖津行政区）」の続く地域。

## 進学先中学校
- 唐津市立肥前中学校[5]

## 交通アクセス
最寄りのバス停留所
- 昭和自動車「農協前」・「納所」バス停留所

最寄りの幹線道路
- 佐賀県道317号納所入野線

## 周辺
- 納所児童公園
- 納所郵便局
- 猿田彦神社